# Motley (Minnesota)
Motley ist eine  Kleinstadt mit dem Status „City“ im mittleren Norden des US-amerikanischen Bundesstaates Minnesota.  Sie liegt im  Morrison County und zu einem kleinen Teil im Cass County. Das U.S. Census Bureau hat bei der Volkszählung 2020 eine Einwohnerzahl von 680 ermittelt.

## Geografie
Motley liegt rund 2 km westlich der Mündung des Long Prairie River in den Crow Wing River, einen rechten Nebenfluss des oberen Mississippi. Der Ort liegt auf 46°20′12″ nördlicher Breite, 94°38′46″ westlicher Länge und erstreckt sich über 3,57 km².
Benachbarte Orte von Motley sind Pillager (14,6 km östlich) und Staples (12,1 km westlich).
Die nächstgelegenen größeren Städte sind Minneapolis (207 km südöstlich), Minnesotas Hauptstadt Saint Paul (225 km in der gleichen Richtung), Eau Claire in Wisconsin (388 km südöstlich), Duluth am Oberen See (218 km ostsüdöstlich) und Fargo in North Dakota (187 km westnordwestlich).
Die Grenze zu Kanada befindet sich 302 km nördlich.

## Verkehr
Als Hauptstraße verläuft der U.S. Highway 10 durch Motley und trifft auf die Minnesota State Route 64 an deren südlichen Endpunkt und die Minnesota State Route 210. Alle weiteren Straßen sind untergeordnete Landstraßen, teils unbefestigte Fahrwege sowie innerörtliche Verbindungsstraßen.
In West-Ost-Richtung verläuft eine Eisenbahnlinie der BNSF Railway durch das Stadtgebiet von Motley.
Mit dem Morey's Airport befindet sich ein kleiner Flugplatz im Süden des Stadtgebiets von Motley. Der nächste Großflughafen ist der 230 km südöstlich gelegene Minneapolis-Saint Paul International Airport.

## Demografische Daten
Nach der Volkszählung im Jahr 2010 lebten in Motley 671 Menschen in 305 Haushalten. Die Bevölkerungsdichte betrug 188 Einwohner pro Quadratkilometer. In den 305 Haushalten lebten statistisch je 2,2 Personen.
Ethnisch betrachtet setzte sich die Bevölkerung zusammen aus 94,5 Prozent Weißen, 0,1 Prozent (eine Person) Afroamerikanern, 0,4 Prozent amerikanischen Ureinwohnern sowie 1,6 Prozent aus anderen ethnischen Gruppen; 3,3 Prozent stammten von zwei oder mehr Ethnien ab. Unabhängig von der ethnischen Zugehörigkeit waren 4,3 Prozent der Bevölkerung spanischer oder lateinamerikanischer Abstammung.
23,3 Prozent der Bevölkerung waren unter 18 Jahre alt, 55,1 Prozent waren zwischen 18 und 64 und 21,6 Prozent waren 65 Jahre oder älter. 51,4 Prozent der Bevölkerung war weiblich.

Das mittlere jährliche Einkommen eines Haushalts lag bei 36.000 USD. Das Pro-Kopf-Einkommen betrug 17.890 USD. 25,6 Prozent der Einwohner lebten unterhalb der Armutsgrenze.